# توورچی
توورچی (به انگلیسی: Tvorchi) گروه موسیقی اوکراینی است.
آن ها نماینده اوکراین در یوروویژن ۲۰۲۳ بودند و به مقام ششم دست یافتند.